# Плагиоклас
Плагиоклас представља изоморфну серију минерала, чији су крајњи чланови албит (NaAlSi3O8) и анортит (CaAl2Si2O8). Серија плагиокласа припада групи силиката, подгрупи тектосиликата, класи фелдспата. 
Плагиокласи су изузетно важни петрогени минерали (изграђују стене). Улазе у састав готово свих магматских стена, изузев ултрабазичних. Такође, у петрологији су важни и због одређивања порекла магматских стена (типа магме од које настају, дубине Земљине коре одакле та магма потиче).
Састав сваког минерала из серије плагиокласа директно је условљен садржајем албитске (Ab) и анортитске (An) компоненте, и може се једноставно одредити мерењем индекса преламања минерала, или угла цепљивости на поларизационом микроскопу. Угао цепљивости је оптичка особина, и варира са променом садржаја албитске компоненте. 
Серија плагиокласа садржи шест минерала, који се разликују по садржају албитске и анортитске компоненте. Минерале ове серије и процентуални садржај крајњих чланова у њима, приказује следећа табела. 
| Назив      | % NaAlSi3O8 (%) | % CaAl2Si2O8 (%) |
| ---------- | --------------- | ---------------- |
| Албит      | 100-90          | 0-10             |
| Олигоклас  | 90-70           | 10-30            |
| Андезин    | 70-50           | 30-50            |
| Лабрадорит | 50-30           | 50-70            |
| Битовнит   | 30-10           | 70-90            |
| Анортит    | 10-0            | 90-100           |

Албит је добио назив по латинској речи albus, због своје беле боје. То је врло чест и важан петрогени минерал, који улази у састав, најчешће, киселих магматских стена и пегматитских дајкова, где је у асоцијацији са турмалином и берилом. 
Олигоклас се најчешће јавља у граниту, сијениту, диориту и гнајсу. Често је у асоцијацији са ортокласом. 
Андезин је карактеристичан минерал у стенама као што је диорит, који садржи променљиву количину силицијума, и његов изливни еквивалент андезит. 
Лабрадор је карактеристичан минерал у нешто базичнијим магматским стенама, као што су диорит, габро, андезит или базалт, и обично је у асоцијацији са неким минералом из групе пироксена или амфибола. Показује промену боје у односу на промену угла осветљења. 
Битовнит је врло редак минерал, који се јавља у базичнијим магматским стенама.
Анортит је неупоредиво ређи минерал у односу на албит. Јавља се у интрузивним базичним и, ретко, ултрабазичним магматским стенама. 